# نوريميتشي ياماموتو
نوريميتشي ياماموتو (باليابانية: 山本 義道) (مواليد 25 يوليو 1995) هو لاعب كرة قدم ياباني.

## وصلات خارجية
- نوريميتشي ياماموتو على موقع رابطة كرة القدم اليابانية للمحترفين (اليابانية)
- نوريميتشي ياماموتو على موقع قاعدة بيانات كرة القدم.إي يو (الإنجليزية)
- نوريميتشي ياماموتو على موقع Soccerway.com (الإنجليزية)
- نوريميتشي ياماموتو على موقع عالم كرة القدم.نت (الإنجليزية)